# Mitchell Watt
Mitchell Watt (Bendigo, 25 marzo 1988) è un lunghista australiano.

## Progressione

### Salto in lungo
| Stagione | Risultato | Luogo      | Data      | Rank. Mond. |
| -------- | --------- | ---------- | --------- | ----------- |
| 2012     | 8,28 m    | Londra     | 13-7-2012 |             |
| 2011     | 8,54 m    | Stoccolma  | 29-7-2011 |             |
| 2010     | 8,16 m    | Sydney     | 27-2-2010 |             |
| 2009     | 8,43 m    | Retimo     | 20-7-2009 |             |
| 2008     | 7,97 m    | Gold Coast | 21-6-2008 |             |

## Palmarès
| Anno | Manifestazione  | Sede    | Evento         | Risultato | Prestazione | Note                          |
| ---- | --------------- | ------- | -------------- | --------- | ----------- | ----------------------------- |
| 2009 | Mondiali        | Berlino | Salto in lungo | Bronzo    | 8,37 m      |                               |
| 2010 | Mondiali indoor | Doha    | Salto in lungo | Bronzo    | 8,05 m      | Miglior prestazione personale |
| 2011 | Mondiali        | Taegu   | Salto in lungo | Argento   | 8,33 m      |                               |
| 2012 | Giochi olimpici | Londra  | Salto in lungo | Argento   | 8,16 m      |                               |

## Altre competizioni internazionali
2011
- Vincitore della Diamond League nella specialità del salto in lungo (12 punti)